# Edmund-Haus

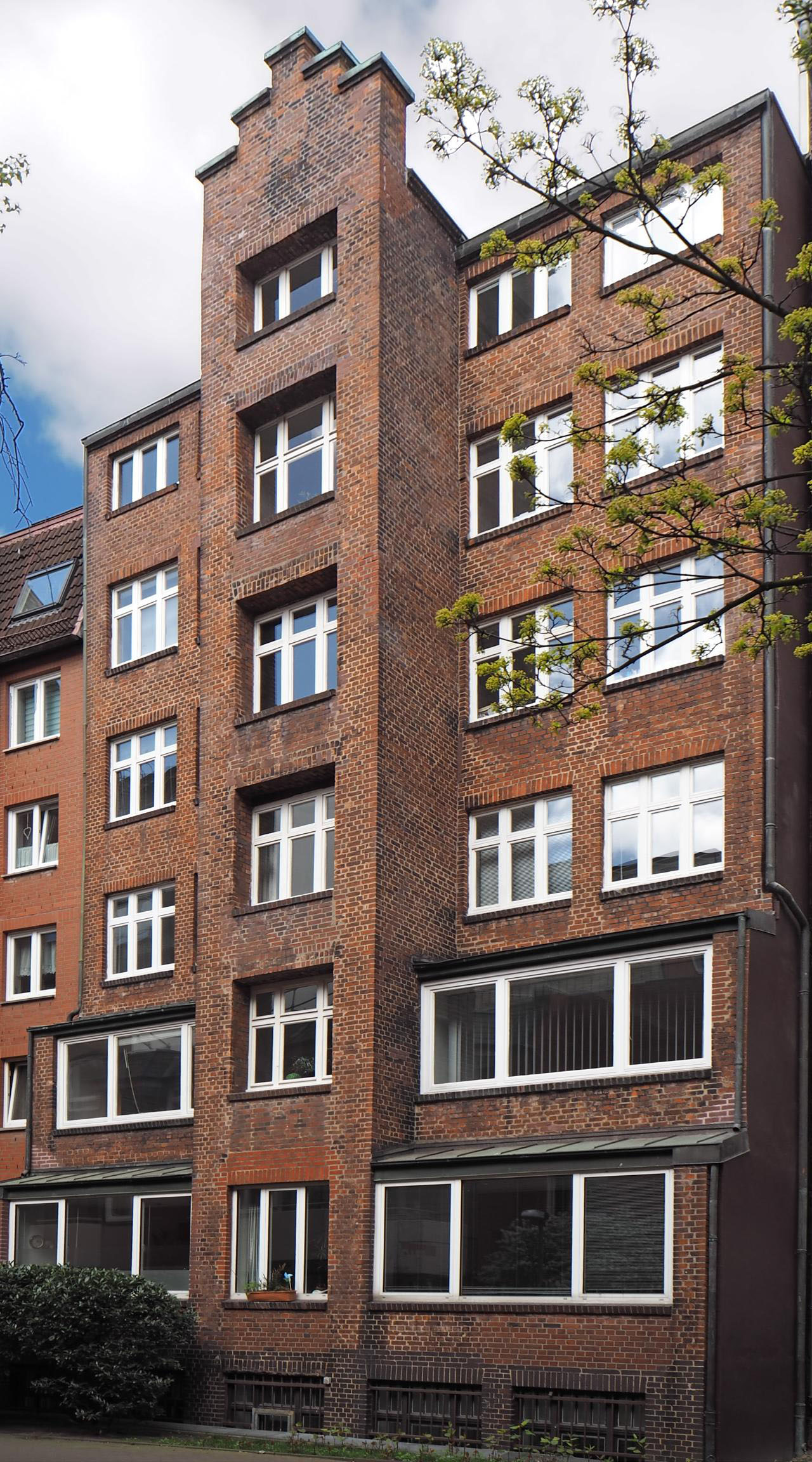
Das Hinterhaus am ehem. Katharinenfleet

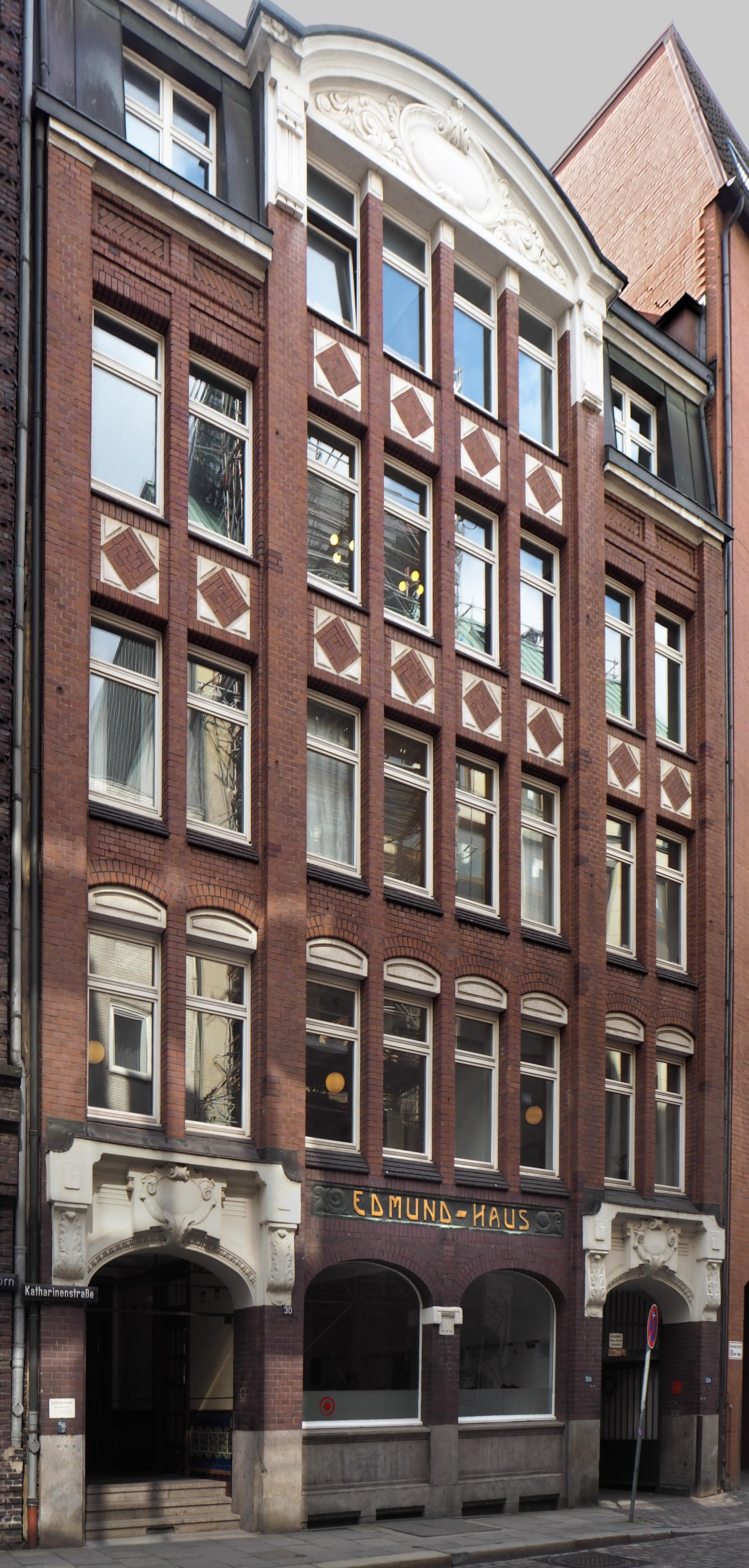
Das Edmund-Haus
(Vorderhaus)

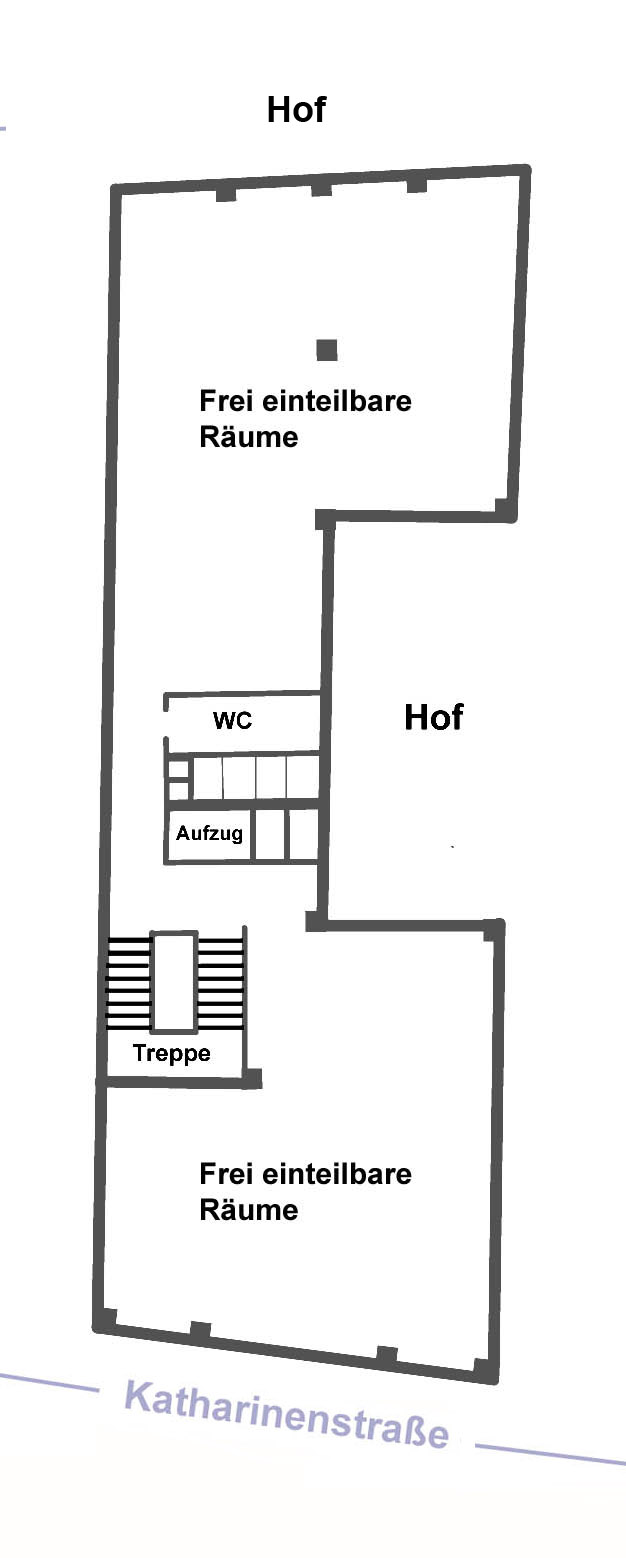
Skizze des ursprünglichen Grundrisses des Vorderhauses vor Einzug der Zwischenwände (2. Stock)

Das Edmund-Haus ist ein historisches Kontorhaus vom Beginn des 20. Jahrhunderts. Es liegt im Hamburger Stadtteil Hamburg-Altstadt an der Katharinenstraße 30. Das Objekt ist als Kulturdenkmal mit der Objekt-ID 11873 ausgewiesen.

## Baugeschichte und Nutzung
Das Edmund-Haus wurde 1909 nach einem Entwurf von Max Rix für Johann Kaune errichtet. Der Name des Hauses geht zurück auf Edmund Kaune (1834–1902), ein Glasbild mit dessen Porträt ist im Inneren zu sehen. 
Das Objekt bestand aus dem Vorderhaus mit den Kontorräumen und einem am Katharinenfleet gelegenen Hinterhaus mit Werkstätten und Lagerräumen. Kontorräume, Arbeitsräume und Lager standen zur Vermietung. Die Raumeinteilung erfolgte auf Wunsch der Mieter. Das Haus war von Anfang an mit Zentralheizung, Lastenaufzug und Paternosteraufzug ausgestattet.
Das Katharinenfleet wurde 1946 zugeschüttet, in dessen Verlauf entstand eine Straße gleichen Namens. Die ehemals zum Fleet gerichtete Fassade des Hinterhauses ist daher heute an einer Straße gelegen. Trotz einiger Veränderungen ist die ursprüngliche Form eines fleetständigen Speicherhauses noch gut zu erkennen.

## Baubeschreibung (Vorderhaus)
Es handelt sich um einen Bau mit vier Obergeschossen und acht Fensterachsen ohne Hochparterre. Die in Backstein ausgeführte, symmetrische Fassade ist durch das vertikale Außenpfeilersystem strukturiert. Sie gliedert sich in einen durch Lisenen abgesetzten vierachsigen Mittelteil und zwei zweiachsige Seitenbereiche. Der Mittelteil ist durch einen Segmentgiebel bekrönt. Zwei Eingangsportale im Erdgeschoss bilden die Basis der Seitenbereiche. Das linke führt zu den Kontorräumen, das rechte bietet Zufahrt zum Hof und zum Hinterhaus.
Die sonst eher schlichte Fassade zeigt einige Zierformen:
Den Segmentgiebel und die Eingangsportale schmücken jeweils barockisierende Dekore, wohingegen der zentrale Schriftzug „Edmund-Haus“ und die ornamental reliefierten Keramikfliesen im Eingangsbereich eher Jugendstilformen aufweisen. Die Fensterbrüstungen im dritten Obergeschoss und im Mittelteil des vierten Obergeschosses sind mit Rautendekor versehen.

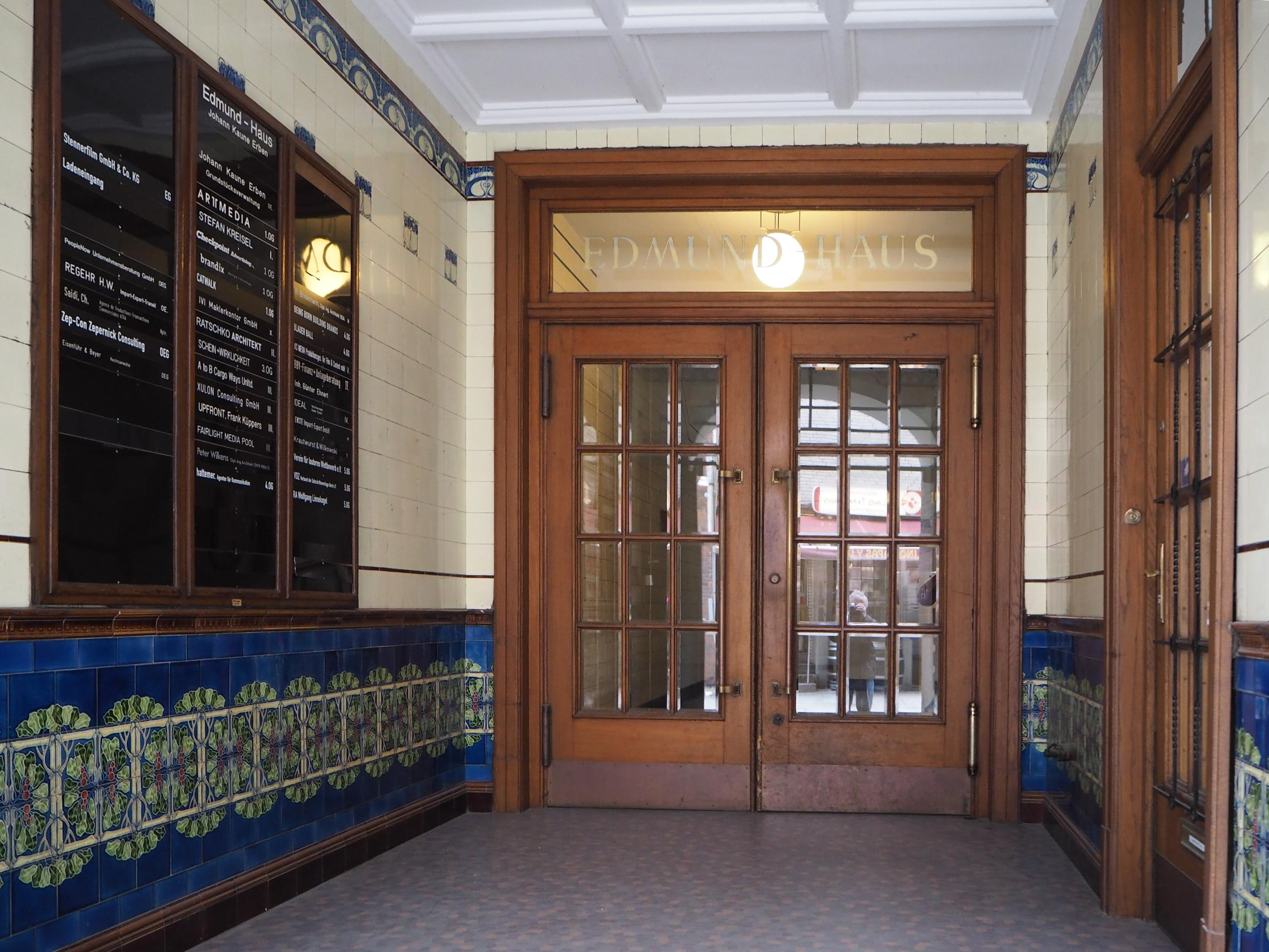
Eingangsbereich
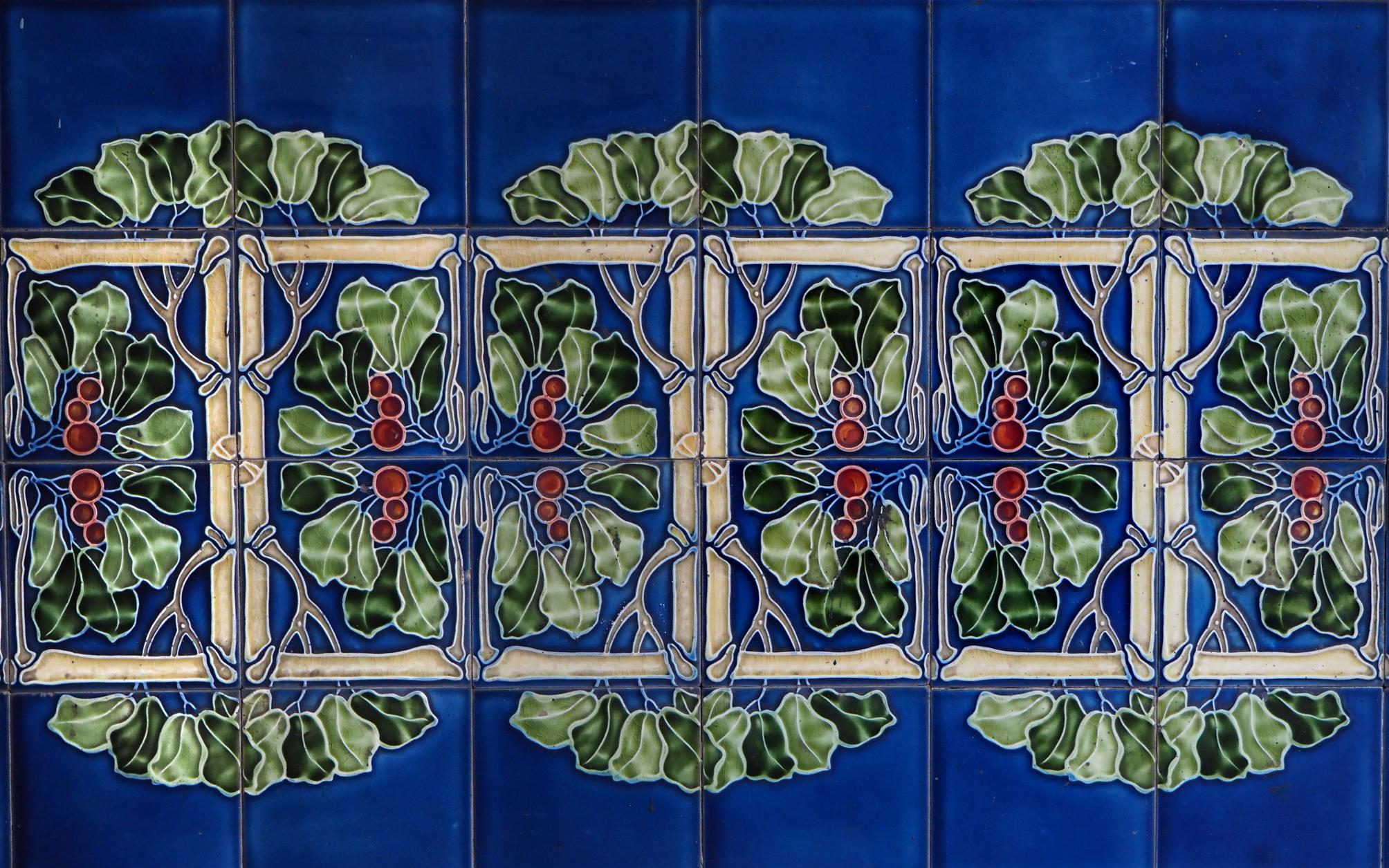
Keramikfries im Eingangsbereich